# Je ne vois que toi
Pour plus de détails, voir Fiche technique et Distribution.
Je ne vois que toi (All I See Is You) est un film américain coécrit et réalisé par Marc Forster, sorti en 2016.

## Synopsis
La vie d'un couple est bouleversée, lorsque la femme, devenue aveugle après un accident de voiture survenu alors qu'elle était enfant, recouvre peu à peu la vue à la suite d'une opération chirurgicale et découvre que son mari est prêt à tout pour l'empêcher de s'aventurer hors de leur domicile conjugal.
Le mari, qui avait pris l'habitude d'être aux petits soins pour elle, est déstabilisé parce qu'elle retrouve son indépendance.

## Fiche technique
- Titre original : All I See Is You

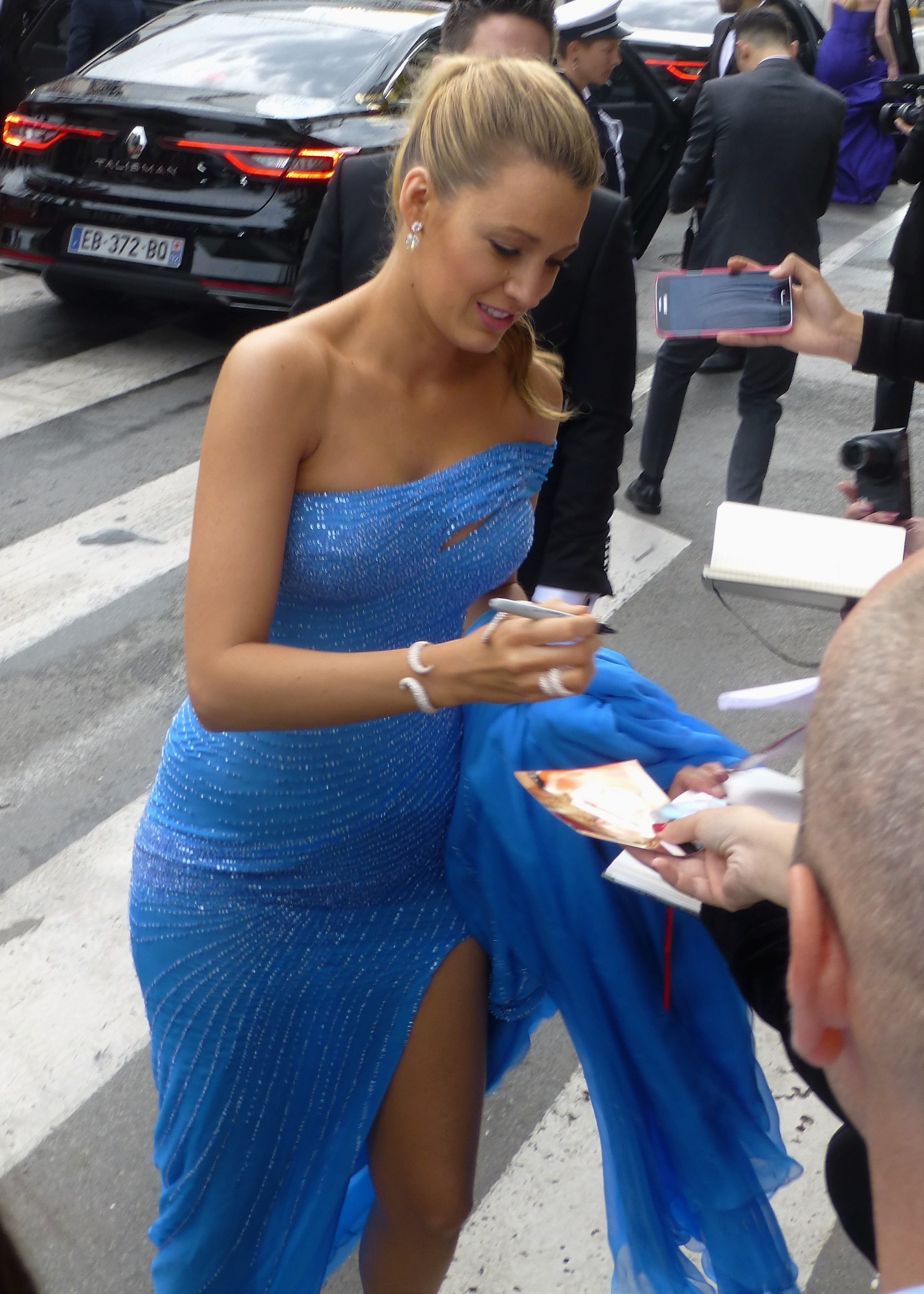
L'actrice principale Blake Lively l'année de présentation du film au festival international du film de Toronto.

- Titre français : Je ne vois que toi
- Réalisation : Marc Forster
- Scénario : Sean Conway et Marc Forster
- Musique : Marc Streitenfeld
- Montage : Hughes Winborne
- Photographie : Matthias Koenigswieser
- Production : Marc Forster, Jillian Kugler et Brian Wilkins
- Sociétés de production : Sc Enterentemaint Internation
- Sociétés de distribution : Mars Films
- Budget: 30 000 000 $
- Pays d'origine :  États-Unis
- Langue originale : anglais
- Durée : 110 minutes
- Genre : drame, romance, thriller
- Dates de sortie :
  - Canada : 14 septembre 2016 (festival international du film de Toronto)
  - États-Unis : 14 septembre 2017
  - France : 27 septembre 2017

## Distribution
Note : 1er doublage, version cinéma (2017) / 2e doublage, version VOD (2020).
- Blake Lively (VF : Élisabeth Ventura) / (VF : Laura Préjean) : Gina
- Jason Clarke (VF : Adrien Antoine) / (VF : Xavier Fagnon) : James
- Ahna O'Reilly (VF : Marie Chevalot) : Carla
- Miquel Fernández (VF : Benjamin Pascal) : Ramon
- Xavi Sánchez : Luca
- Yvonne Strahovski (VF : Marie Chevalot) / (VF : Laura Blanc) : Karen
- Wes Chatham (VF : Thomas Roditi) / (VF : Laurent Maurel)  : Daniel
- Danny Huston (VF : Gabriel Le Doze) / idem : Dr Hughes
- Kaitlin Orem : Lucy
- Stacee Vatanapan (VF : Nadine Girard) / (VF : Elsa Davoine) : Jill
- Cindy Bishop : Anna

version française réalisée sous la direction artistique de Pascale Vital (2e doublage).
 Source et légende : version française (VF) sur RS Doublage et selon le carton du doublage français.